# Mistrzostwa świata juniorów do lat 8 w szachach
Mistrzostwa świata juniorów do lat 8 w szachach – rozgrywki szachowe, mające na celu wyłonienie najlepszych juniorów świata w kategorii wiekowej do 8 lat, organizowane corocznie od 2006 r. Aktualnie są najmłodszą grupą wiekową mistrzostw świata w szachach.

## Medaliści mistrzostw świata juniorów do lat 8
| Rok  | Miasto       | Juniorzy                                                            | Juniorki                                                             | Źródło                                            |
| ---- | ------------ | ------------------------------------------------------------------- | -------------------------------------------------------------------- | ------------------------------------------------- |
| 2006 | Batumi       | 1. Chennamsetti Mohineesh 2. Bajaj Prince 3. Nitzan Steinberg       | 1. Ivana Maria Furtado 2. Navya Vyshnavi Mannepalli 3. M.Mahalakshmi |                                                   |
| 2007 | Kemer        | 1. Konstantin Sawienkow 2. Czingiz Qasimow 3. Maksim Sinianski      | 1. Ivana Maria Furtado 2. Gunaj Mammadzada 3. Aidan Hojatowa         | World Youth Championship – and the winners are... |
| 2008 | Vũng Tàu     | 1. Trần Minh Thắng 2. Liu Xiangyi 3. Liao Yuhao                     | 1. Żansaja Abdumalik 2. Zhou Qiyu 3. Gunaj Mammadzada                |                                                   |
| 2009 | Antalya      | 1. Aryan Gholami 2. Tanuj Vasudeva 3. Mohammad Amin Tabatabaei      | 1. Chu Ruotong 2. Samritha Palakollu 3. Li Yunshan                   |                                                   |
| 2010 | Pórto Cárras | 1. Azar Abdulla Gadimbayli 2. Parida Rudraksh 3. Kirył Szewczenko   | 1. Li Yunshan 2. Eszter Morvay 3. Assel Serikbay                     |                                                   |
| 2011 | Caldas Novas | 1. Awonder Liang 2. Ram Aravind 3. Yu Kaifeng                       | 1. Bibissara Assaubajewa 2. Trần Vương Mai Khanh 3. Salonika Saina   |                                                   |
| 2012 | Maribor      | 1. Nodirbek Abdusattorov 2. Ahmet Utku Üzümcü 3. Christopher Shen   | 1. Motahare Asadi 2. Taisija Tereszeczkina 3. Judit Juhász           |                                                   |
| 2013 | Al-Ajn       | 1. Rameshbabu Praggnanandhaa 2. Isik Can 3. Aydin Elshan Suleymanli | 1. Harmony Zhu 2. Bat-Erdene Mungunzul 3. Patil Bhagyashree          |                                                   |
| 2014 | Durban       | 1. Ilja Makowiejew 2. Yesuntumur Tugstumur 3. Leon Luke Mendonca    | 1. Munkhzul Davaakhuu 2. Lưu Hà Bich Ngọc 3. Bagul Ezizowa           |                                                   |